# تشيبس (فلم)
تشيبس هو فيلم أمريكي صدر في عام 2017، بطولة وإخراج داكس شيبرد والممثلين مايكل بينا وروزا سالازار وآدم برودي.

## قصة الفيلم
ينضم جون، وهو محترف سابق في قيادة الدراجات النارية أفل نجمه، إلى وكيل فيدرالي مغرور يعمل متخفيا يدعى فرانك، في دورية مرورية لمراقبة الطرق السريعة، لكنهما يجدان صعوبة في تقبل بعضهما البعض، وتصبح شراكتهما على المحك.

## الممثلون
- داكس شيبرد
- مايكل بينا
- روزا سالازار
- آدم برودي

## وصلات خارجية
- مقالات تستعمل روابط فنية بلا صلة مع ويكي بيانات